# Episodi di The Royals (quarta stagione)
La quarta e ultima stagione della serie televisiva The Royals, composta da 10 episodi, sarà trasmessa sul canale statunitense via cavo E! dall'11 marzo al 13 maggio 2018.
In Italia gli episodi della stagione vengono pubblicati settimanalmente sulla on demand TIMvision il giorno dopo la messa in onda statunitense.

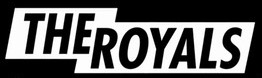
Logo della serie televisiva

| nº | Titolo originale                                 | Titolo italiano            | Prima TV USA   | Pubblicazione Italia |
| -- | ------------------------------------------------ | -------------------------- | -------------- | -------------------- |
| 1  | How Prodigal the Soul                            | Di nuovo a casa            | 11 marzo 2018  | 12 marzo 2018        |
| 2  | Confess Yourself to Heaven                       | Rimettersi in piedi        | 18 marzo 2018  | 19 marzo 2018        |
| 3  | Seek For thy Noble Father in The Dust            | Il finale da favola        | 25 marzo 2018  | 26 marzo 2018        |
| 4  | Black As His Purpose Did The Night Resemble      | Blackout                   | 1º aprile 2018 | 2 aprile 2018        |
| 5  | There's Daggers in Men's Smiles                  | Amore e dovere             | 8 aprile 2018  | 9 aprile 2018        |
| 6  | My News Shall Be The Fruit To That Great Feast   | Buon compleanno, Regina    | 15 aprile 2018 | 16 aprile 2018       |
| 7  | Forgive Me This My Virtue                        | Smascherare                | 22 aprile 2018 | 23 aprile 2018       |
| 8  | In The Dead Vast and Middle of The Night         | Niente più segreti         | 29 aprile 2018 | 30 aprile 2018       |
| 9  | Foul Deeds Will Rise                             | Un nuovo piano             | 6 maggio 2018  | 7 maggio 2018        |
| 10 | With Mirth in Funeral and With Dirge in Marriage | Finché morte non vi separi | 13 maggio 2018 | 14 maggio 2018       |